# José Ruiz y Blasco
José Ruiz y Blasco (Málaga, 12 de abril de 1838-Barcelona, 3 de mayo de 1913) fue un pintor y profesor de dibujo español, padre de Pablo Picasso (1881–1973).

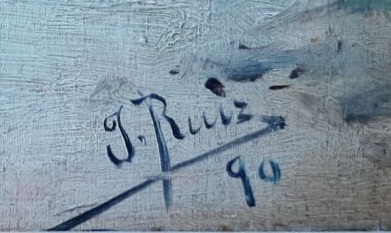
Firma del pintor en el ángulo inferior derecho de su obra Pastora en el Campo (1890).

## Biografía
Profesor de dibujo de la Escuela Provincial de Bellas Artes de Málaga y director-conservador del Museo Municipal de la ciudad, fue un pintor especializado en bodegones y paisajes. Casado con María Francisca Picasso y López (1855-1937), diecisiete años más joven, tuvo tres hijos: Pablo, Lola y Conchita, fallecida prematuramente en La Coruña en 1895 a causa de difteria.
En 1891 se trasladó a La Coruña y comenzó a dar clases en la Escuela de Bellas Artes, donde su hijo asiste a sus clases de dibujo (éste ya recibió sus primeras lecciones por parte de su padre en el año 1888). En 1895 se trasladó a Barcelona como profesor de Dibujo de Figura en la Escuela de Bellas Artes de La Lonja.
Mantuvo gran amistad con los pintores valenciano-malagueños Bernardo Ferrándiz y Antonio Muñoz Degrain, y también con José Moreno Carbonero.
Ruiz y Blasco falleció en Barcelona en 1913 a la edad de 75 años.

## Obras
- Paloma con tinaja.
- Palomar (1878).

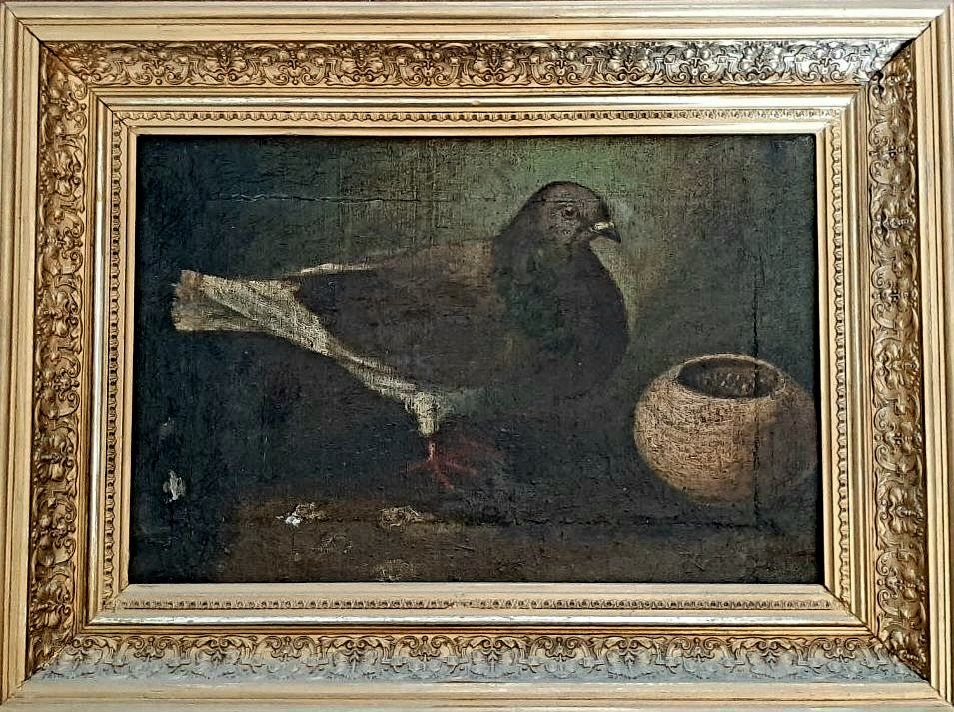
Paloma con tinaja

- Crepúsculo en el puerto de Málaga, (1887).[4]